# Illinci (Kijevi terület)
Illinci (ukránul: Іллінці) település Ukrajna Kijevi területének Ivankivi járásában a 30 km-es zóna közepén. Az 1986-os csernobili atomkatasztrófa után néhány nappal a teljes lakosságát, mintegy ezer főt kitelepítették. Később néhány idősebb lakosa saját felelősségére visszaköltözött, 1987-ben 260-an, 2006-ban 36-an lakták. A községben korábban általános iskola is működött, mostanra a házak többsége lakatlan és lepuszult állapotban van.